# Boeing 7J7
De Boeing 7J7 was een korte- tot middellangeafstandsvliegtuig, in 1980 ontwikkeld door Boeing, maar nooit gebouwd. Het was bedoeld als een opvolger van de succesvolle 727 en zou 150 passagiers kunnen vervoeren. Boeing had gehoopt dat de eerste 7J7 in 1992 de lucht in kon gaan maar omdat de olieprijzen daalden werd het hele project gestopt.
Toch zou de 7J7 een heel modern vliegtuig voor zijn tijd zijn, uitgerust met:
- fly-by-wire flight control system door Bendix
- glazen cockpit met Honeywell lcd's
- advanced integrated avionics suite
- versterkte koolstofvezels
- twee General Electric GE-36 unducted fan engines (die technologie probeerde men ook toe te passen bij de UHB MD-80)

De technologie die werd ontwikkeld voor de 7J7 wordt tegenwoordig toegepast in de 777 en de 737 NG (Next Generation).